# Doug Roth
Douglas Keith "Doug" Roth (Knoxville, Tennessee, 24 de agosto de 1967) es un exjugador de baloncesto estadounidense que disputó una temporada en la NBA y dos más en la Basketball Bundesliga. Con 2,11 metros de altura, lo hacía en la posición de Pívot.

## Trayectoria deportiva

### Universidad
Tras haber disputado en 1985, en su época de high school el prestigioso McDonald's All American, jugó durante cuatro temporadas con los Wolfpack de la Universidad Estatal de Carolina del Norte, en las que promedió 7,6 puntos, 5,6 rebotes y 1,6 tapones por partido.

### Profesional
Fue elegido en la cuadragésimo primera posición del 1989 por Washington Bullets, donde su entrenador, Wes Unseld, lo utilizó para dar minutos al otro pívot nato del equipo, Melvin Turpin. En los 42 partidos en los que fue alineado, promedió 1,9 puntos y 2,9 rebotes por partido. Su mejor partido lo jugó ante New York Knicks, consiguiendo 8 puntos y 3 rebotes en 20 minutos de juego. Tras ser cortado al finalizar la temporada, fichó por Charlotte Hornets como agente libre, pero no llegó a debutar, siendo despedido.
Tras pasar brevemente por los Louisville Shooters de la Global Basketball Association, una liga menor estadounidense, se fue a jugar a la liga alemana, fichando por MTV 1846 Gießen, en la que disputó dos temporadas, en las que promedió 15,5 y 11,6 puntos respectivamente, antes de retirarse definitivamente.

## Estadísticas de su carrera en la NBA

### Temporada regular
| Temp.   | Edad | Equipo     | Liga | P  | TIT | MIN | TC  | TCA | %TC  | 3P  | 3PA | %3P  | TL  | TLA | %TL  | R.OF. | R.DEF. | REB | ASIS | ROB | TAP | PER | FP  | PTS |
| 1989-90 | 22   | Washington | NBA  | 42 | 0   | 9.8 | 0.9 | 2.0 | .430 | 0.0 | 0.0 | .000 | 0.2 | 0.3 | .500 | 1.0   | 1.8    | 2.9 | 0.5  | 0.2 | 0.3 | 0.4 | 1.7 | 1.9 |
| Total   |      |            | NBA  | 42 | 0   | 9.8 | 0.9 | 2.0 | .430 | 0.0 | 0.0 | .000 | 0.2 | 0.3 | .500 | 1.0   | 1.8    | 2.9 | 0.5  | 0.2 | 0.3 | 0.4 | 1.7 | 1.9 |